# Opposition und Widerstand in der DDR
Als Opposition und Widerstand in der DDR bezeichnet man die Gesamtheit verschiedener Bewegungen, die sich unter anderem aus politischen oder religiösen Gründen gegen die SED-Diktatur in der Deutschen Demokratischen Republik wendeten und gegen diese Aktivitäten unternahmen.
Die Bürgerrechtler in der DDR traten primär für eine Reformierung des politischen Systems ein und mussten dafür Überwachung, die sogenannte Zersetzung und Repressionen wie Haft und Ausbürgerung durch das Ministerium für Staatssicherheit in Kauf nehmen. Ebenfalls existierte in der DDR eine ausgeprägte kirchliche Opposition, welche sich nach der deutschen Wiedervereinigung schnell auflöste. Wesentliche Zentren der Opposition waren Ost-Berlin, Leipzig und Jena.

## Allgemeines

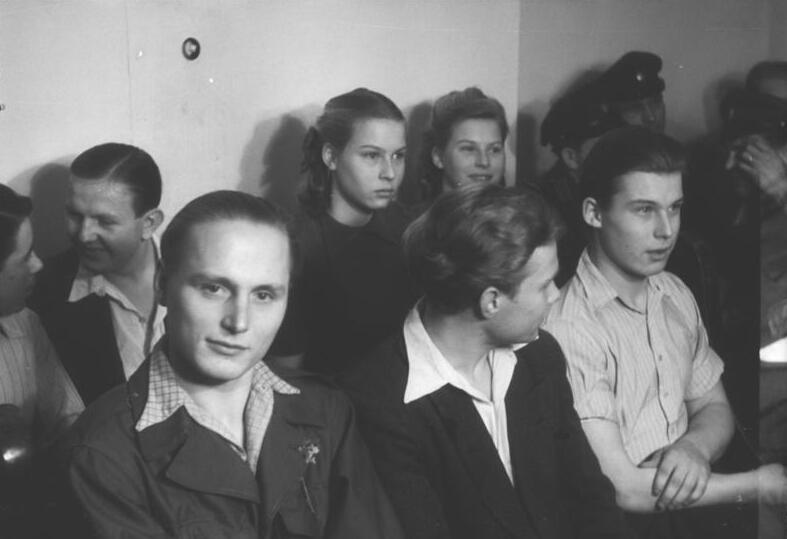
Schauprozess gegen jugendliche „Wahlsaboteure“ 1949

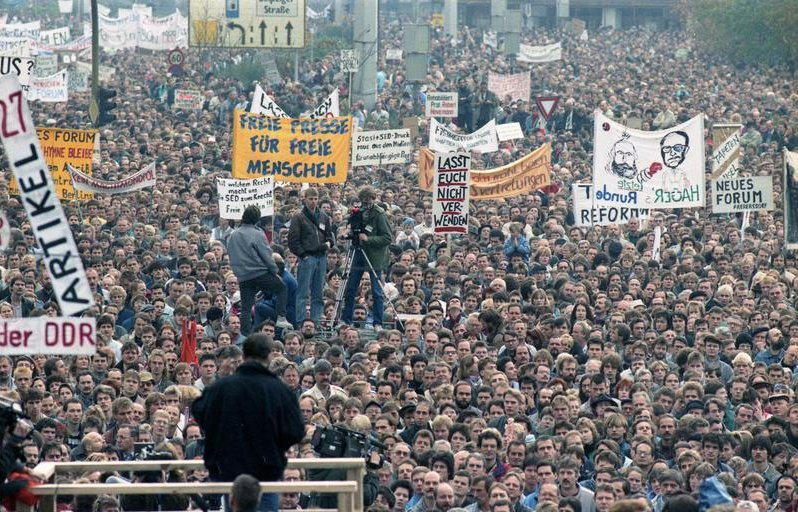
Demonstrationen 1989

Zur Vorgeschichte von Widerstand und Repression in der DDR zählen die sowjetischen Speziallager. Die sowjetische Militäradministration in der Sowjetischen Besatzungszone (SBZ) richtete sie 1945 ein und betrieb sie bis 1950. Schätzungen gehen von insgesamt 160.000 deutschen Insassen aus. Knapp 800 wurden hingerichtet, 65.000 Menschen starben an Hunger, Kälte, Krankheiten und Misshandlungen, knapp 12.000 wurden in den sowjetischen Gulag verschleppt, knapp 7.000 in Kriegsgefangenenlager verlegt. Seit Gründung der DDR bis 1955 wurden mehrere Tausend deutsche Staatsbürger – wirkliche oder vermeintliche Gegner des DDR-Regimes – von den DDR-Behörden an die Sowjetunion übergeben. Rund 1000 wurden dort exekutiert. Mehrere Tausend wurden in den Gulag inhaftiert. Etwa ein Drittel der Gefangenen überlebte die Internierungen nicht.
Hubertus Knabe definiert 10 Stufen der Opposition von „Resistenz“ bis hin zum „aktiven Widerstand“ und „Aufstand“.
Die Formen von Opposition und Widerstand änderten sich im Laufe der Zeit. Nachdem 1945 wieder Parteien zugelassen worden waren, konzentrierten sich Oppositionelle zunächst auf den Aufbau von Politischen Parteien und die parlamentarische Arbeit. Eine Ausnahme war die SPD, die aufgrund ihres Verbotes nach der Zwangsvereinigung von SPD und KPD zur SED keine legale Möglichkeit ihrer Arbeit mehr hatte und notgedrungen illegal arbeiten musste. Im Zuge der Gleichschaltung der Parteien und Massenorganisationen entfielen zwischen 1947 und 1950 Schritt für Schritt die Möglichkeiten der parlamentarischen Oppositionsarbeit.
Politiker wurden mundtot gemacht, gingen ins Exil oder in den illegalen Widerstand. Im Laufe der 1950er Jahre reduzierte sich der Umfang des Widerstands. Der gescheiterte Aufstand des 17. Juni 1953 und die staatlichen Repressionen gegen Oppositionelle verstärkten die Flucht aus der DDR und verringerten gleichzeitig die Hoffnung, durch politischen Widerstand einen Sturz des Regimes zu erreichen. Spätestens seit dem Mauerbau machte offener Widerstand immer mehr Formen friedlicher Opposition innerhalb der vom System gesteckten Grenzen Platz. Die lockeren Organisationen der DDR-Opposition wurden geduldet, waren jedoch zu bedeutenden Teilen von der Staatssicherheit infiltriert.
Mit den Veränderungen der Struktur der DDR-Opposition veränderte sich auch die Art der Verfolgung dieser: Während im Laufe der 1940er und Anfang der 1950er Jahre die sowjetische Besatzungsmacht und später die Sicherheitsbehörden der DDR mit der Säuberung der öffentlichen Verwaltungen, umfangreichen Verhaftungen und auch einer Vielzahl von Morden und Todesurteilen auf Opposition und Widerstand reagierten, sank die Zahl der politischen Gefangenen mit der Stabilisierung des Systems, drakonische Strafen wurden seltener, wobei lange Haftstrafen für im Widerstand Tätige weiterhin verhängt wurden.

## Rolle der damaligen Bundesrepublik
Die Opposition in der DDR war im geteilten Deutschland in einer besonderen Situation: Mit der Bundesrepublik Deutschland gab es ein Gegenmodell, das in der Oppositionspolitik in der DDR als Vorbild für eine politische und gesellschaftliche Ordnung dienen konnte.
Der Widerstand wurde anfangs als Freiheitskampf durch westdeutsche Organisationen logistisch, finanziell und organisatorisch unterstützt. Insbesondere diejenigen Oppositionspolitiker, die ins Exil gehen mussten, führten vielfach ihren Kampf vom Westen aus weiter. Die öffentliche Unterstützung von dieser Seite ließ im Laufe der Jahre jedoch nach: Spätestens ab Ende der 1960er Jahre sahen manche die Opposition in der DDR als störend für den Entspannungsprozess zwischen den beiden deutschen Staaten.
Andererseits führte die Möglichkeit der Flucht in den Westen zu einem personellen Ausbluten der DDR-Opposition. Jeder Oppositionelle, der in den Westen ging, war einer weniger, der seine Positionen in der DDR selbst vertreten konnte. Dieser Effekt wurde auch von der DDR gezielt eingesetzt, hier stellt die Ausbürgerung von Wolf Biermann ein spektakuläres Beispiel dar.
Im Rahmen des Häftlingsfreikaufs ab 1964 wurden insgesamt 33.755 politische Häftlinge aus der DDR für mehr als 3,4 Milliarden DM von der Bundesrepublik freigekauft. Eine besondere Rolle spielte dabei der Richter Jürgen Wetzenstein-Ollenschläger, der die Preise für den Freikauf der von ihm verurteilten Häftlinge in die Höhe trieb und anschließend mit einigen daraus erpressten Millionen D-Mark in den Untergrund tauchte.
Bei den Demonstrationen der 1980er Jahre spielte das Westfernsehen eine wichtige Rolle. Da westdeutsche Journalisten oftmals bei Aktionen der DDR-Opposition anwesend waren und diese filmten, vermieden die Sicherheitsorgane der DDR oftmals, jedoch nicht immer, sehr brutale Gewalt gegen Demonstranten. Auch wirkten Westmedien teilweise als Gegenöffentlichkeit zur offiziellen DDR-Propagandaberichterstattung. Ein Beispiel für eine solche Gegenöffentlichkeit ist das aus West-Berlin gesendete Radioprogramm Radio 100.

## Organisation des Widerstandes
Eine Reihe von Organisationen des Widerstandes gegen die Systeme der SBZ und DDR bildete sich Ende der 40er Jahre. Neben spontan gegründeten Gruppen, teils in lockeren Zusammenschlüssen, beispielsweise der Belter-Gruppe, existierten auch große, gut organisierte Widerstandsgruppen. Beispiele sind hierfür in erster Linie die Ost-Büros der demokratischen Parteien der Bundesrepublik Deutschland und des DGB.
1950 wurden in Weimar von einem sowjetischen Militärtribunal drei Mitglieder einer Widerstandsgruppe zum Tode verurteilt und  hingerichtet. Mitglieder aus diesem Kreis hatten Flugzettel verteilt und in offizielle Radioübertragungen hineingefunkt.
Immer wieder entstanden neue kritische Gruppen. Beispielsweise 1980 in Dresden der Soziale Friedensdienst (SoFd), 1981 die Initiativgruppe des Aufrufs zum 13. Februar 1982, 1985 in Berlin die Initiative Frieden und Menschenrechte (IFM), in Leipzig 1986 die Arbeitsgruppe Menschenrechte (Christoph Wonneberger, Steffen Gresch, Oliver Kloss u. a.) und 1987 der Arbeitskreis Gerechtigkeit Leipzig (Thomas Rudolph, Rainer Müller u. a.), woraus wiederum der DDR-weite Leipziger Sonnabendskreis hervorging.
Als „DDR-Oppositionsliteratur“ bekannt wurden der Roman Flugasche von Monika Maron, der 1981 in Westdeutschland erschien, sowie Schwarzenberg (1984) von Stefan Heym, der 1988 in Westdeutschland verfilmt wurde; ebenso das politische Essay Die Alternative (1978) von Rudolf Bahro sowie der Erzählband Die wunderbaren Jahre von Reiner Kunze, den 1979 der Bayerische Rundfunk verfilmte.  
Das Neue Forum wurde in der heißen Phase der friedlichen Revolution 1989 die bekannteste alternative Parteigründung, konnte sich langfristig jedoch nicht durchsetzen. Solche zivilgesellschaftlichen Gruppen verloren nach dem Sturz des SED-Regimes im vereinten Deutschland wieder an Bedeutung.

## Politischer Samisdat
Als Samisdat (russisch Самиздат) werden von Autoren selbst herausgegebene Publikationen, die aufgrund ihres Inhaltes und der Stellung des Autors zum politischen System nicht gedruckt werden durften, bezeichnet. Durch die staatliche Zensur der Medien war eine herkömmliche Veröffentlichung nicht möglich. Jedoch waren Autoren, z. B. Sascha Anderson, an oppositionellen Publikationen beteiligt, die gleichzeitig als inoffizielle Mitarbeiter des Ministeriums für Staatssicherheit arbeiteten.
Eine der wesentlichsten Publikationen des politischen Samisdat in der späten DDR waren die Umweltblätter, herausgegeben von der Umwelt-Bibliothek der Berliner Zionskirchgemeinde. Im Herbst 1989 wurden diese in die Zeitschrift Telegraph umbenannt. Die Samaritergemeinde verbreitete mit „Wendezeit“, „Schalom“ und „Wegzehrung“ Samisdat der Friedrichshainer Friedens-, Menschenrechts- und Bürgerbewegung unter Rainer Eppelmann und Thomas Welz.

### Überblicksmonographien
(chronologisch absteigend)
- Ilko-Sascha Kowalczuk, Tom Sello (Hrsg.): Für ein freies Land mit freien Menschen. Opposition und Widerstand in Biographien und Fotos. Robert-Havemann-Gesellschaft, Berlin 2006, ISBN 3-938857-02-1.
- Bernd Eisenfeld, Ehrhart Neubert (Hrsg.): Macht – Ohnmacht  Gegenmacht. Grundfragen zur politischen Gegnerschaft in der DDR. Edition Temmen, Bremen 2001, ISBN 3-86108-792-8.
- Detlef Pollack: Politischer Protest: Politisch alternative Gruppen in der DDR. Leske und Budrich, Opladen 2000, ISBN 3-8100-2478-3.
- Klaus-Dietmar Henke, Peter Steinbach, Johannes Tuchel (Hrsg.): Widerstand und Opposition in der DDR (= Schriften des Hannah-Arendt-Instituts für Totalitarismusforschung, Bd. 9). Böhlau, Köln [u. a.] 1999, ISBN 3-412-15698-1.
- Ehrhart Neubert: Geschichte der Opposition in der DDR 1949–1989. Bundeszentrale für politische Bildung, Bonn 1997, ISBN 3-89331-294-3; 2. Auflage (= Forschungen zur DDR-Gesellschaft). Links, Berlin 1998, ISBN 3-86153-163-1 (zugleich leicht bearbeitete Dissertation FU Berlin,  1997, Auszüge).
- Detlef Pollack, Dieter Rink (Hrsg.): Zwischen Verweigerung und Opposition: Politischer Protest in der DDR 1970–1989. Campus-Verlag, Frankfurt/New York 1997, ISBN 3-593-35729-1.
- Ulrike Poppe, Rainer Eckert, Ilko-Sascha Kowalczuk (Hrsg.): Zwischen Selbstbehauptung und Anpassung. Formen des Widerstands und der Opposition in der DDR. Links, Berlin 1995, ISBN 3-86153-097-X.
- Karl Wilhelm Fricke: Opposition und Widerstand in der DDR. Ein politischer Report. Verlag Wissenschaft und Politik, Köln 1984, ISBN 3-8046-8628-1

### Monographien über Einzelaspekte
- Ilko-Sascha Kowalczuk: Endspiel. Die Revolution von 1989 in der DDR. Beck, München, 3., überarbeitete Auflage 2015  Auszüge (2. Aufl. 2009)
- Thomas Rudolph / Oliver Kloss / Rainer Müller / Christoph Wonneberger (Hrsg.): Weg in den Aufstand. Chronik zu Opposition und Widerstand in der DDR von 1987–1989. Leipzig, Araki, 2014, ISBN 978-3-941848-17-7 (Vorwort)
- Axel Stefek: Weimar unangepasst. Widerständiges Verhalten 1950–1989. Mit weiteren Beiträgen von Christoph Victor. Stadtmuseum Weimar, 2014, ISBN 978-3-910053-56-4.
- Wilhelm K.H. Schmidt: Verschworen. Verraten. Verfolgt. Unangepasstheit, Widerstand und Kollaboration in der Stalin-Ära Berlin-Brandenburgs. BücherKammer, Herzberg 2011, ISBN 978-3-940635-28-0.
- Benjamin Schröder, Jochen Staadt (Hrsg.): Unter Hammer und Zirkel. Repression, Opposition und Widerstand an den Hochschulen der SBZ/DDR. Lang, Frankfurt am Main [u. a.] 2011, ISBN 978-3-631-60523-3.
- Andreas H. Apelt: Die Opposition in der DDR und die deutsche Frage 1989/90 (= Forschungen zur DDR-Gesellschaft). Links, Berlin 2009, ISBN 978-3-86153-538-6.
- Thomas Klein: „Frieden und Gerechtigkeit“. Die Politisierung der unabhängigen Friedensbewegung in Ost-Berlin während der 80er Jahre. Böhlau, Köln, Weimar, Wien 2007, ISBN 978-3-412-02506-9 (Digitalisat)[5]
- Siegfried Prokop: 1956 – DDR am Scheideweg: Opposition und neue Konzepte der Intelligenz. Homilius, Berlin 2006, ISBN 3-89706-862-1.
- Bernd Florath: Opposition und Widerstand. Eine historische Betrachtung politischer Gegnerschaft in Deutschland seit 1945. Helle Panke e. V., Reihe hefte zur ddr-geschichte, Heft 100, Berlin 2006.
- Marianne Subklew-Jeutner: Der Pankower Friedenskreis. Geschichte einer Ost-Berliner Gruppe innerhalb der Evangelischen Kirchen in der DDR 1981–1989 (Diss. TU Berlin 2003). Der Andere Verlag, Osnabrück 2004, ISBN 3-89959-145-3.
- Ilko-Sascha Kowalczuk (Hrsg.): Freiheit und Öffentlichkeit. Politischer Samisdat in der DDR 1985–1989. Eine Dokumentation. Robert-Havemann-Gesellschaft, Berlin 2002, ISBN 3-9804920-6-0.
- Udo Scheer: Vision und Wirklichkeit. Die Opposition in Jena in den siebziger und achtziger Jahren. Links, Berlin 1999, ISBN 3-86153-186-0.
- Bernd Gehrke, Wolfgang Rüddenklau (Hrsg.): …das war doch nicht unsere Alternative: DDR-Oppositionelle zehn Jahre nach der Wende. Westfälisches Dampfboot, Münster 1999, ISBN 3-89691-466-9.
- Wolfgang Rüddenklau: Störenfried. DDR-Opposition 1986–1989. Mit Texten aus den „Umweltblättern“. Basis-Druck / Edition ID-Archiv, Berlin 1992, ISBN 3-86163-011-7.

### Aufsätze und Zeitschriftenartikel
- Christoph Wunnicke: Fernziel Zivilgesellschaft. Die Selbstorganisation der kirchlichen Basisgruppen in der DDR. In: Zeitschrift des Forschungsverbundes SED-Staat. Nr. 23, 2008, S. 113–135, ISSN 0948-9878.